# Pedicularis sagalaevii
Pedicularis sagalaevii är en snyltrotsväxtart som beskrevs av V.V.Byalt och Firsov. Pedicularis sagalaevii ingår i släktet spiror, och familjen snyltrotsväxter. Inga underarter finns listade i Catalogue of Life.